# Lut (technologia)

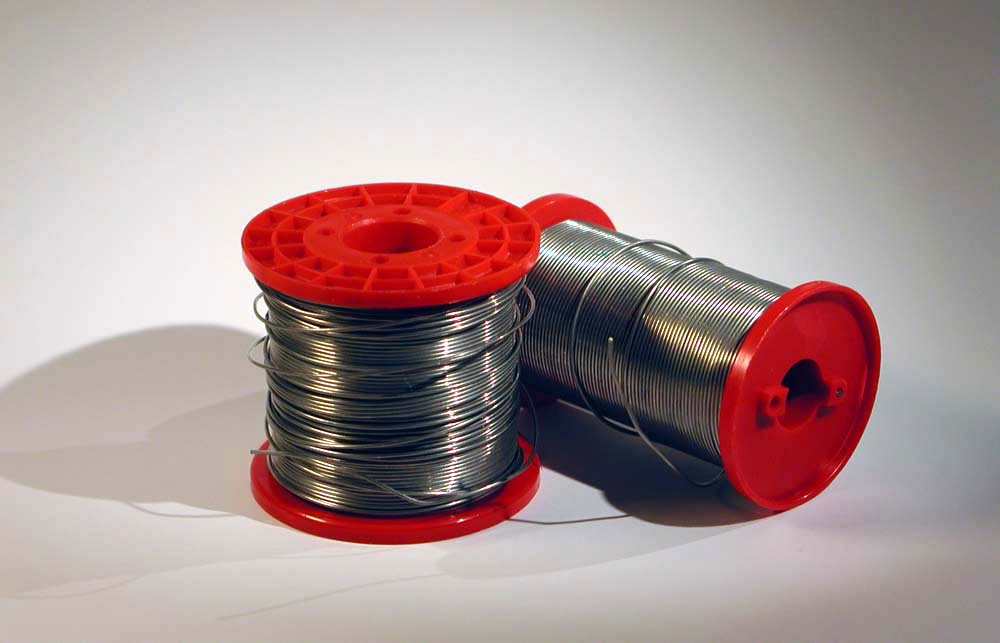
Lutowie w formie drutu lutowniczego (popularnie zwane „tinolem”).

Lut, lutowie, spoiwo lutownicze – stop metalu, służący do lutowania, czyli wypełnienia szczeliny lutowniczej w formie ciekłej. W przypadku gdy szczelina lutownicza spełnia warunki kapilarności, mowa jest o lutowaniu, zaś gdy szczelina lutownicza jest większa niż odstęp kapilarny – proces nazywany jest lutospawaniem. Lut ma temperaturę topnienia znacznie niższą od temperatury topnienia lutowanych materiałów. Luty klasyfikowane są w normie PN-EN ISO 3677: 2016-12. Podział następuje na miękkie i twarde, a pierwsza litera oznacza przynależność do danej grupy.
Ze względu na temperaturę topnienia rozróżnia się luty miękkie i twarde. Lutowanie miękkie jest procesem, w którym temperatura likwidus lutu jest mniejsza od 450 °C, natomiast w przypadku lutowania twardego temperatura topnienia lutu jest większa niż 450 °C.

## Luty miękkie
Luty miękkie są spoiwami metalowymi, których temperatura topnienia nie przekracza 450 °C. Najczęściej temperatura likwidus tych lutów mieści się w przedziale 100–350 °C.
Ich skład chemiczny może być różny w zależności od potrzeb. Przed 1 lipca 2006 r. luty miękkie bazowały najczęściej na stopie cyny i ołowiu o składzie zbliżonym do eutektycznego i temperaturze topnienia ok. 185 °C, jednak ze względu na restrykcje nałożone przez Unię Europejską, opracowano luty bezołowiowe na bazie cyny z dodatkami miedzi, srebra, antymonu, bizmutu i indu o temperaturach topnienia 210–220 °C.  Mają też większe napięcie powierzchniowe, za czym idzie gorsza lutowność, wpływająca na jakość połączeń. W tabeli zamieszczono skład chemiczny, temperaturę topnienia oraz oznaczenia najczęściej stosowanych lutów cynowych. Niektóre stopy są eutektyczne – temperatura topnienia stopu jest najniższa z możliwych dla mieszaniny tych składników.
| Oznaczenie     | Skład chemiczny [%] | Skład chemiczny [%] | Skład chemiczny [%] | Temp. topnienia [°C] |
| Oznaczenie     | Sn                  | Ag                  | Cu                  | Temp. topnienia [°C] |
| -------------- | ------------------- | ------------------- | ------------------- | -------------------- |
| S-Sn99Cu1      | 99                  | –                   | 1                   | 230–240              |
| S-Sn97Cu3      | 97                  | –                   | 3                   | 230–250              |
| S-Sn96Ag4      | 96                  | 4                   | –                   | 221 (eutektyk)       |
| S-Sn96Ag3Cu0,4 | 96,4                | 3,2                 | 0,4                 | 217 (eutektyk)       |

## Luty twarde
Luty twarde to stopy na osnowie srebra i miedzi.

## Forma wytwarzania
W lutowaniu przede wszystkim stosuje się luty w postaci drutów lub prętów, wtedy topnik zazwyczaj jest umieszczony wewnątrz rdzenia lutu, co znacznie ułatwia jego aplikację do obszaru złącza. Spoiwo lutownicze może być wytwarzane w formie lasek (te o większych średnicach są zwykle o przekroju trójkątnym).

## Zastosowanie
Przykładowe zastosowania lutów to elektronika i jubilerstwo.